# انرژین
انرژین (انگلیسی: Energean) شرکت انرژی بریتانیایی است، که در سال ۲۰۰۷ تأسیس شد.